# سیارک ۷۸۲۹
سیارک ۷۸۲۹ (به انگلیسی: 7829 Jaroff، نامگذاری:1992WY4) هفت هزار و هشتصد و بیست و نهمین سیارک کشف شده‌است که در ۲۱ نوامبر ۱۹۹۲ کشف شد.
قدر مطلق سیارک برابر ۱۳٫۵۰ است.